# Lappula parvula
Lappula parvula är en strävbladig växtart som beskrevs av M.M. Nabiev och Zakirov. Lappula parvula ingår i släktet piggfrön, och familjen strävbladiga växter. Inga underarter finns listade i Catalogue of Life.